# Hej dziewczyno
Hej dziewczyno – pierwszy album zespołu Atlantis z Sochaczewa, wydany w 1991 roku. Gościnnie wystąpił na nim Maciej Fabisiak. Nagrań dokonano w Studiu Warszawa. Największym przebojem albumu był utwór „Dziewczyno ma”.

## Lista utworów
1. "Ona"
2. "Anno, Anno"
3. "San Pedro"
4. "Babylon"
5. "Lonely Land"
6. "Czasem bywa tak"
7. "Hej dziewczyno!"
8. "Dziewczyno ma"

Realizował: Witold Mix i Robert Mościcki